# Patruljna ladja
Patruljna ladja (imenovana tudi patruljni čoln ali patruljno plovilo) je razmeroma majhno vodno plovilo, na splošno zasnovano za obalno obrambo, zaščito meja, preprečevanje tihotapstva in kriminala, iskanje in reševanje ter opravljanje drugih nalog.
Obstoja več oblik in velikosti patruljnih ladij, s katerimi lahko upravljajo nacionalne vojne mornarice, obalna straža, policija ali carina, saj so lahko prilagojene delovanju na oceanih, na odprtem morju, v rečnih lagunah ali na večjih rekah. Pogosto se jih uporablja za opravljanje najrazličnejših nalog, od varovanju meja in obal, preprečevanja tihotapstva, piratstva, za nazor ribolova, preprečevanja priseljevanja, pa tudi pri iskanju oseb ali reševanju plovil in njihovih posadk. 

## Razvrstitev
Patruljne ladje so večinoma vojaške ladje, običajno manjše od korvete in se v to kategorijo uvrščajo tudi hitri patruljni čolni, torpedni in raketni čolni, čeprav so nekatere patruljne ladje lahko velike tudi kot fregate. Obalna patruljna plovila so običajno najmanjša plovila v vojnih mornaricah, vendar dovolj velika in večinoma sposobna tudi patruljiranja na odprtem morju. Manjša obalna patruljna plovila so znana pod imenom obalni patruljni čolni. Rečna patruljna plovila so prilagojena delovanju na večjih rekah in imajo zato povečini manjši ugrez. V večjih vojaških enotah, na primer v ameriški vojski patruljne ladje običajno služijo v Obalni straži, drugod pa tovrstna plovila pogosto delujejo znotraj nacionalnih vojnih mornaric.

## Zgodovina
Med obema svetovnima vojnama so vse strani ustvarile pomožne patruljne ladje, z oborožitvijo motornih čolnov in raznih ribiških plovil z mitraljezi in zastarelimi oborožitvenimi sistemi. Nekatera sodobna patruljna plovila še vedno temeljijo na ribiških plovilih in na plovilih za prosti čas. Morske patruljne ladje so običajno dolge približno 30 m in imajo za glavno oborožitev eno top srednjega kalibra ter različne vrste lažje oborožitve, kot so mitraljezi. Glede na osnovne naloge imajo lahko patruljne ladje tudi bolj izpopolnjene senzorje (radar, sonar) in sisteme za nadzor ognja, oborožene so lahko s torpedi, protiladijskimi ali protiletalskimi izstrelki različnih vrst.
Sodobne patruljne ladje lahko namesto dizelskih motorjev poganjajo razne plinskoturbinske naprave, kot je CODAG, hitrosti pa so običajno v območju od 25 do 30 vozlov (46–56 km/h). Uporabljajo se predvsem za patruljiranje v priobalnem morju, vendar tudi v mednarodnih vodah ali v izključni ekonomski coni države, kje lahko opravljajo ribiško inšpekcijo, boj proti tihotapljenju oseb in blaga ter nedovoljenih drog, opravljajo patruliranje na mejah in zatiranje nezakonitega priseljevanja, piratstva, delujejo v nalogah iskanja ali reševanja oseb. V času krize ali vojne naj bi ta plovila podpirala večja plovila vojnih mornaric. 
Zaradi majhnosti in razmeroma nizkih stroškov so patruljne ladje ena najpogostejših vrst vojaških ladij na svetu. Skoraj vse mornarice upravljajo vsaj nekaj obalnih patruljnih plovil. Uporabne so v manjših morjih, pa tudi na odprtih oceanih. Podobna plovila za izključno vojaške naloge vključujejo tudi torpedne čolne in raketne čolne. Ameriška vojna mornarica je vrsto let uporabljala oborožene hidrogliserje tipa Pegasus v vlogi patruljnih ladij. Rečni patruljni čoln (PBR), znan predvsem iz Korejske in Vietnamske vojne je ameriški tip majhnih patruljnih čolnov, zasnovanih za delovanje na vodah velikih rek.